# Meacham
Meacham es un pueblo canadiense situado en la provincia de Saskatchewan.

## Superficie
Meacham tiene una superficie de 1,26 km².

## Demografía
En 2021, tenía 96 habitantes, una densidad poblacional de 76 hab./km², y 51 viviendas.